# Rodney Atkinson
Rodney Eric Bainbridge Atkinson (* 1948) ist ein englischer Wirtschaftswissenschaftler, Publizist und Politiker.

## Leben
Atkinson wurde als erstes von vier Kindern einer Landwirts- und Unternehmerfamilie im County Durham geboren. Sein jüngster Bruder ist der Komiker Rowan Atkinson.
Er studierte Wirtschaftswissenschaften, Germanistik und Skandinavistik an der University of Durham und der Newcastle University. Mitte der 1970er-Jahre war er Lektor an der Johannes Gutenberg-Universität Mainz. Später arbeitete er als Merchant Banker in der City of London und war als Berater der Regierung unter Premierministerin Margaret Thatcher tätig.
1994 gründete er The Campaign for United Kingdom Conservativism. Bei den Unterhauswahlen 1997 kandidierte er für die europaskeptische Referendum Party, die eine Volksabstimmung über einen Austritt des Vereinigten Königreichs aus der Europäischen Union anstrebte. Bei der Europawahl 1999 war er Kandidat für die UK Independence Party. Im Jahr 2000 verlor er knapp die Wahl um den Parteivorsitz gegen das Mitglied des Europäischen Parlaments Jeffrey Titford. Kurz darauf trat Atkinson aus der Partei aus. Er ist Betreiber der EU-kritischen Website Free Nations.
Rodney Atkinson verfasste bisher mehrere Bücher sowie etwa 80 Aufsätze und Thesenpapiere zum Thema politische Ökonomie Europas und Großbritanniens. Er vertritt libertäre Ideen auf wertkonservativer Grundlage und wendet sich sowohl gegen Rechts- wie auch Linksextremismus. Er verfocht einen Austritt des Vereinigten Königreichs aus der EU und warnte vor einer möglichen Einführung des Euro in seinem Heimatland. Der Europäischen Integration setzt er eine Vision von völlig souveränen europäischen Nationalstaaten mit jeweils eigener Währung entgegen.

## Schriften
- Government against the People. The Economics of Political Exploitation. Compuprint, Tyne and Wear 1986, ISBN 0-9509353-1-X.
- The Emancipated Society. State Authority and Individual Freedom. Compuprint, Newcastle 1988, ISBN 0-9509353-2-8.
- The Failure of the State. Essays on the Democratic Costs of Government. Compuprint, Tyne and Wear 1989, ISBN 0-9509353-3-6.
- Your Country, Your Democracy. The Threat from the „European“ Community. Compuprint, Newcastle 1991, ISBN 0-9509353-5-2.
- Conservatism in Danger. Bow Group, Compuprint, London 1991, ISBN 0-9509353-4-4.
- Treason at Maastricht. The Destruction of the British Constitution. (Mit Norris McWhirter.) Compuprint, Newcastle 1994, ISBN 0-9509353-8-7.
- Europe’s Full Circle. Corporate Elites and the New Fascism. Compuprint, Newcastle 1997, ISBN 0-9525110-0-2.
- Fascist Europe Rising. The Repression and Resurgence of Democratic Nations. Compuprint, Newcastle 2001, ISBN 0-9525110-4-5.